# Diuretik
Diurétik je učinkovina ali zdravilo, ki poveča diurezo (izločanje seča), navadno z zaviranjem reabsorpcije natrijevih ionov. Uporabljajo se za zdravljenje povišanega krvnega tlaka  in bolezni, pri katerih se pojavljajo edemi (kopičenje tekočine v telesu): srčno popuščanje, bolezni, pri katerih je porušeno elektrolitsko ravnotežje, bolezni ledvic in jetrna ciroza.

## Razvrščanje
V preteklosti so diuretiki razvrščali glede na različna merila, in sicer glede na mesto delovanja (npr. diuretiki henlejeve zanke), moč delovanja (močni, šibki diuretiki), kemično zgradbo (tiazidni diuretiki), podobnost delovanja z drugimi diuretiki (tiazidom podobni diuretiki), učinek na kalijeve ione (diuretiki, ki varčujejo s kalijem). Danes dobro poznamo mehanizem delovanja posameznih diuretičnih učinkovin in glede na to jih lahko razvrstimo v naslednje skupine:
- zaviralci karbonske anhidraze
- osmozni diuretiki
- zaviralci simporta Na+/K+/2Cl– (diuretiki henlejeve zanke)
- zaviralci simporta Na+/Cl– (tiazidni diuretiki)
- diuretiki, ki zadržujejo kalij

V preteklosti so se uporabljali tudi živosrebrovi diuretiki (npr. kalomel, mersalil), ki reabsorpcijo natrijevih ionov v ledvičnih tubulih preprečijo zaradi krčilnega delovanja živega srebra. Zaradi toksičnosti in dostopnosti učinkovitejših in manj strupenih zdravil že dolgo niso več v uporabi.

### Zaviralci karbonske anhidraze
Zaviralci karbonske anhidraze (npr. acetazolamid) zavirajo transport bikarbonatnega iona iz proksimalnih tubulov in s tem reabsorpcijo natrija. Posledično se s sečem izloči več natrijevih in bikarbonatnih ionov ter vode. Imajo zelo šibek diuretični učinek in se danes redko uporabljajo kot diuretiki, imajo pa druga indikacijska področja, na primer za zdravljenje glavkoma in epilepsije.

### Osmozni diuretiki
Osmozni diuretiki, nrp. manitol, se filtrirajo skozi glomerulno membrano, se minimalno reabsorbirajo v ledvičnem tubulu in so farmakološko neaktivni, povečajo pa osmolalnost plazme in primarnega seča.

### Diuretiki henlejeve zanke
Diuretiki henlejeve zanke, na primer furosemid, zavirajo Na+/K+/2Cl–-simporter  v epitelijskih celicah debelega dela ascendentnega kraka henlejeve zanke in s tem preprečijo reabsorpcijo natrijevih, kalijevih in kloridnih ionov.

### Tiazidni diuretiki
Tiazidni diuretiki, na primer klorotiazid in politiazid, se vežejo na simporter Na+/Cl– in zavrejo njegovo delovanje. V ledvičnih celicah distalnih tubulov preprečijo reabsorpcijo natrijevih in kloridnih ionov, s čimer se poveča njihovo izliočanje z večjo količino vode. So srednje močni diuretiki. Učinkujejo tudi izven ledvic in povzročajo vazodilatacijo in hiperglikemijo. Pri zdravljenju hipertenzije je začetni padec krvnega tlaka posledica manjše prostornine krvi zaradi povečanega izločanja seča, v naslednji fazi pa prevladuje neposredni učinek na žilno steno (vazodilatacija).

### Diuretiki, ki zadržujejo kalij
Diuretiki, ki zadržujejo kalij, ali antikaliuretični diuretiki so diuretiki, ki ne povzročajo pretirane izgube kalijevih ionov s sečem. Mednje spadata dve podskupini učinkovin:
- zaviralci aldosteronskih receptorjev, ki povzročajo izplavljanje natrijevih ionov in vode z zaviranjem delovanja aldosterona, pri čemer organizem ne izgublja kalijevih ionov (npr. spironolakton, eplerenon, kanrenon, kalijev kanrenoat);
- zaviralci natrijevih kanalčkov v zbiralcih, ki zavirajo reabsorpcijo Na+ in sekrecijo K+ (npr. amilorid, triamteren).

## Zdravilne rastline z diuretičnim učinkom
Kot diuretik se uporabljajo tudi mnoge zdravilne rastline: zlata rozga, breza, kopriva, luštrek, peteršilj, preslica, goli kilavec, regrat, brin in gladež. Rastline z diuretičnim delovanjem vsebujejo flavonoide (breza, gladež, zlata rozga), saponine (gladež, njivska preslica, zlata rozga, breza) in eterična olja (brinove jagode, peteršilj, gladež, luštrek). Zaradi pomanjkljivih kliničnih študij Evropska agencija za zdravila ni potrdila dobro uveljavljene uporabe nobene diuretično delujoče zdravilne rastline, potrdila je le njihovo tradicionalno uporabo. Zdravilni učinek je s (pomanjkljivimi) kliničnimi raziskavami dokazan le pri zlati rozgi, brezi in koprivi.

## Neželeni učinki
Poglavitni neželeni učinki diuretikov so hipovolemija (zmanjšana prostornina krvi), hipokaliemija (znižane vrednosti kalija v krvni plazmi), hiperkalemija (zvišane vrednosti kalija v krvni plazmi), hiponatremija (znižane vrednosti natrijav krvni plazmi), presnovna alkaloza (zvišani pH zunajcelične tekočine), presnovna acidoza (znižani pH zunajcelične tekočine) in hiperurikemija (zvišana koncentracija sečne kisline v krvi).
| Neželeni učinek    | Diuretiki                                            | Simptomi |
| ------------------ | ---------------------------------------------------- | --- |
| Hipovolemija       | - diuretiki henlejeve zanke - tiazidi                | - utrujenost - žeja - mišični krči - znižan krvni tlak                                                                                                |
| Hipokaliemija      | - acetazolamid - diuretiki henlejeve zanke - tiazidi | - mišična oslabelost - ohromelost - srčna aritmija |
| Hiperkaliemija     | - amilorid - triamteren - spironolakton              | - srčna aritmija - mišični krči - ohromelost |
| Hiponatremija      | - tiazidi - furosemid                                | - prizadetost osrednjega živčevja - koma |
| Presnovna alkaloza | - diuretiki henlejeve zanke - tiazidi                | - srčna aritmija - prizadetost osrednjega živčevja |
| Presnovna acidoza  | - acetazolamid - amilorid - triamteren               | - kussmaulovo dihanje - mišična oslabelost - nevrološki simptomi - letargija - koma - krči - stupor                                                   |
| Hiperkalcemija     | - tiazidi                                            | - putika - poapnevanje tkiv - utrujenost - depresija - zmedenost - neješčnost - slabost - bruhanje - zaprtje - pankreatitis - povečano izločanje seča |
| Hiperurikemija     | - tiazidi - zaviralci henlejeve zanke                | - putika |